# ارگ بخارا
ارگ بخارا قلعه‌ای بسیار بزرگ است که در مرکز شهر بخارا قرار گرفته‌است. این بنا تا زمان سقوطش در سال ۱۹۲۰ توسط روس‌ها به عنوان قلعه مورد استفاده بوده‌است. امروزه ارگ یک جاذبهٔ گردشگری برای شهر بخارا است و تاریخچه‌اش در آثارخانهٔ آن به نمایش درآمده‌است.

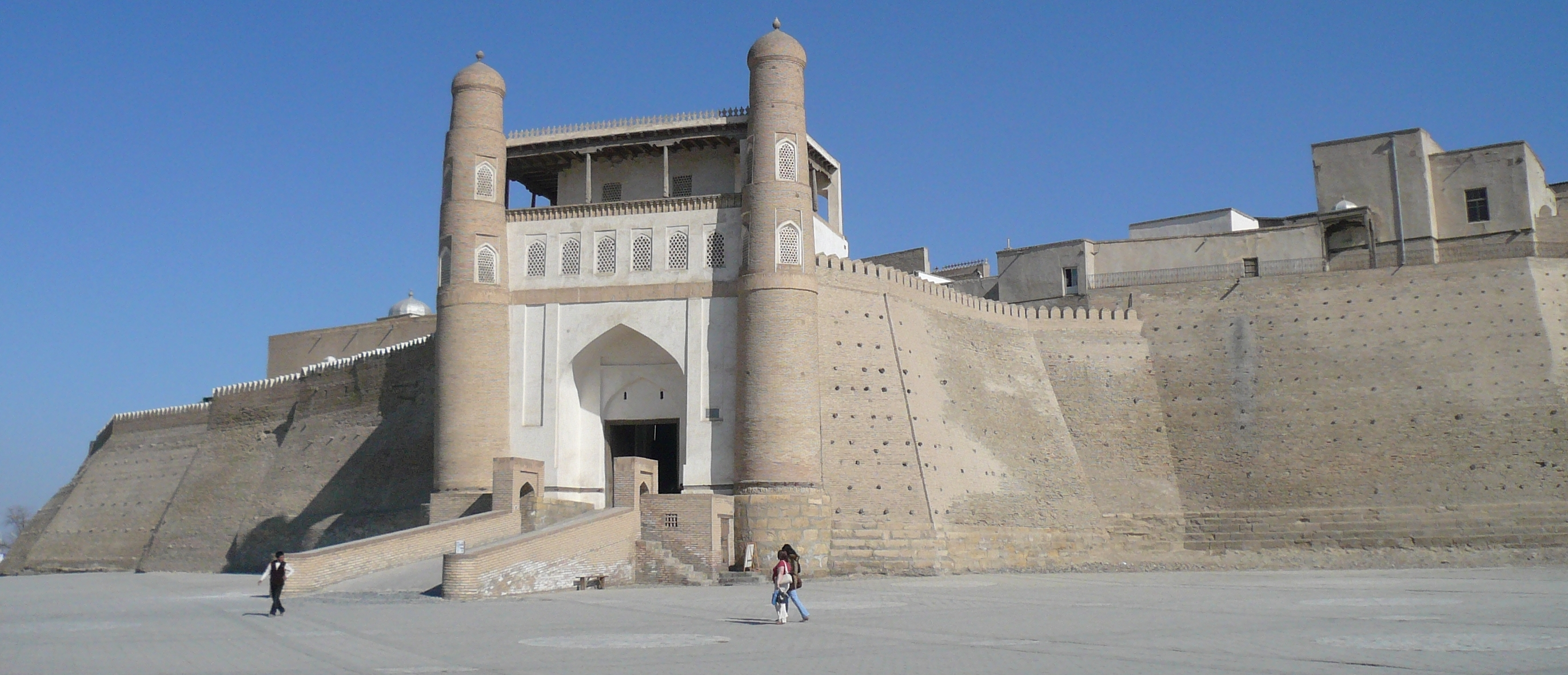
ارگ بخارا

## ویژگی‌ها
برج و باروی ارگ بزرگترین بنای خشتی بخارای امروز است. ارگ طرحی ذوزنقه‌ای دارد. محیط دیوار خارجی ۷۸۹٫۶ متر است و مساحتی بالغ بر ۳٫۹۶ هکتار را در بر می‌گیرد. بلندی دیواره‌ها بین ۱۶ تا ۲۰ متر متغیر است.

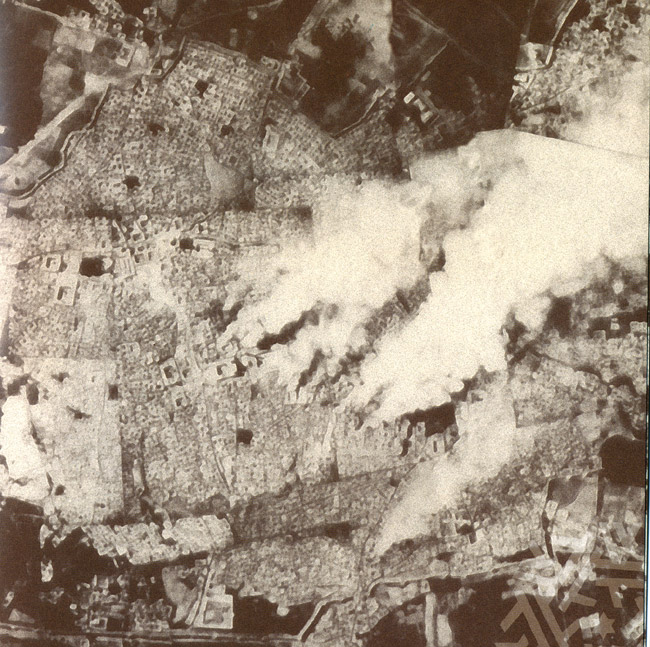
بمباران ارگ در ۱۹۲۰ توسط بلشویک‌ها

ورودی شاهانه با دو ستون زیبای سده هجدهمی تزیین شده. بخش‌های زیرین برج‌ها به اتاق‌ها و تراس‌ها مرتبط می‌شوند. یک سراشیبی نرم ما را به یک درگاه متحرک می‌رساند و یک راهروی سرپوشیده که به مسجد جامع ختم می‌شود. راهروی سرپوشیده ارتباط با انبار‌ها و زندان‌ها را نیز فراهم می‌کند. در مرکز ارگ مجموعه بزرگ و پیچیده‌ای از بناها وجود دارد که زیباترین آن‌ها بنای مسجد چهل دخترون است.

## در اسطوره‌ها
می گویند ارگ را سیاوش پادشاه کیانی بنا نهاده است. گویند سیاوش که به توران گریخته بود پس از دیدن دختر افراسیاب دل بر او می‌بازد. افراسیاب ازدواج آن دو را تنها به آن شرط می‌پذیرد که سیاوش برای دخترش خانه‌ای محصور به پوست یکی گاو بسازد، شرطی که ناممکن به نظر می رسیده. ولی سیاوش خردمند پوست گاو را رشته رشته می‌کند و آن رشته‌ها را به یکدیگر پیوند می‌دهد و در محیط ایجاد شده این ارگ را بنا می‌کند.

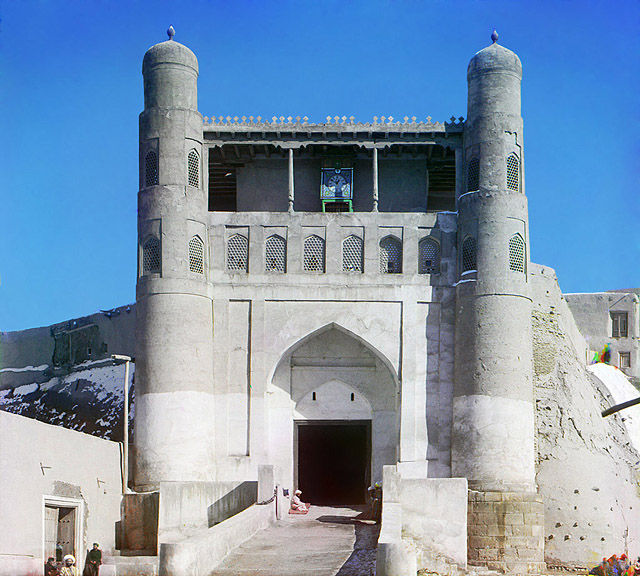
ورودی ارگ بخارا

## تاریخچه
نخستین کتابی که در آن به ارگ اشاره شده کتاب تاریخ بخارا اثر ابوبکر نرشخی است. نرشخی بازگو می‌کند "چون بیدون بخارا خدا این کاخ را بنا کرد، ویران شد. باز بنا کرد و باز ویران شد. چندبار بنا کرد و باز ویران شد. حکما را جمع کردند و تدبیری خواستند. بر آن اتفاق افتاد که این کاخ را بر شکل بنات النعش که بر آسمان است بر هفت ستون سنگین بنا کنند و بر آن صورت دیگر ویران نشد."
در یورش چنگیز مردم شهر به این ارگ پناه می‌برند اما سپاهیان مغول دروازه‌های آن را می‌گشایند.
افرادی همچون رودکی، فردوسی، فارابی، ابن سینا و عمر خیام دربارهٔ این ارگ سخن گفته‌اند. ابن سینا در باره کتابخانه بزرگ آن می‌گوید:
"من در این کتابخانه بسیار کتاب‌ها یافتم درباره آن چه نمی‌دانستم و آنچه هرگز پیش از این در زندگانی ام ندیده بودم "
ارگ آسیب‌های فراوانی در حمله بلشویک‌ها در سال ۱۹۲۰ متحمل شد. ژنرال بلشویک میخائیل فرانز دستور بمباران هوایی ارگ را صادر کرد که در نتیجه آن، بسیاری از بناهای داخلی ارگ ویران شد.